# Carlo Mussa Ivaldi Vercelli
Carlo Mussa Ivaldi Vercelli (Torino, 21 maggio 1913 – Torino, 14 ottobre 1989) è stato un fisico, politico e partigiano italiano.

## Biografia
(Norberto Bobbio, Carlo Mussa Ivaldi un “sempre azionista”, in La Stampa. Torino cronaca, 5 dicembre 1989)
Figlio di Ferdinando e di Anita Pievatolo, nasce a Torino il 21 maggio 1913. La sua formazione politica si compie al Liceo classico Massimo d'Azeglio, dove è allievo di Augusto Monti. Entra giovanissimo tra le file di Giustizia e Libertà, già nel settembre del 1930, ed è tra i redattori e diffusori dei periodici clandestini «Voci d'officina» e «Quaderni di Giustizia e Libertà». Nel marzo del 1934 è arrestato dall'OVRA per la sua attività antifascista assieme ad altri membri di Giustizia e Libertà, tra cui Leone Ginzburg, Giuseppe Levi, Carlo Levi e Barbara Allason. Trattenuto in carcere a Torino, è assegnato al confino per un anno a Volterra, poi commutato in diffida. Si laurea in fisica, ed essendogli preclusi insegnamento e ricerca, si laurea anche in ingegneria elettrotecnica. Assunto alla Microtecnica di Torino, vi organizza uno dei primi consigli di fabbrica clandestini. È tra i fondatori del Partito d’Azione a Torino nell'autunno del 1942 (assieme a Giorgio Agosti, Carlo e Sandro Galante Garrone, Ada Gobetti, Carlo Casalegno, Giorgio Diena e altri) e tra gli animatori degli scioperi pre-insurrezionali del marzo-agosto 1943.
Dopo l’8 settembre si impegna nella Resistenza (nome di battaglia "Carletto" e "Mazza"), assieme al fratello Angelo ("Lino"), quale commissario politico del Partito d'Azione, raggiungendo il grado di commissario di zona. Inizialmente è membro della brigata garibaldina "Pisacane", quindi della formazione partigiana di Giustizia e Libertà in Val Pellice, sotto il comando di Riccardo Vanzetti, infine del Gruppo Mobile Operativo (GMO). Nel marzo 1944 è arrestato dalla Gestapo a Milano. Ristretto a San Vittore, subisce la tortura ma non rivela informazioni, quindi riesce a scappare, con aiuti esterni, fuggendo dall’infermeria. Il 3 aprile 1945 conduce un’azione partigiana contro un posto di blocco alle porte di Torino per la quale nel 1954 è insignito della medaglia d’argento al valor militare.
Dopo la Liberazione è candidato non eletto all’Assemblea Costituente per il Partito d’Azione assieme a Ada Gobetti, Vittorio Foa, Mario Andreis, Augusto Monti, Aldo Garosci, Alessandro Galante Garrone. Scioltosi il Partito d'Azione, aderisce al Partito Socialista Italiano nel 1947. Per molti anni consigliere comunale a Torino, per un periodo anche assessore, viene eletto deputato del PSI per due legislature, dal 1963 al 1968 e dal 1968 al 1972. Dal 1973 al 1982 ricopre l'incarico di vicepresidente della Sip. È tra i promotori della battaglia contro le centrali nucleari, a suo giudizio in Italia obsolete e pericolose, e contro il complesso siderurgico di Gioia Tauro.
Amico di Norberto Bobbio, Bianca Guidetti Serra e Pompeo Colajanni, si è impegnato in vari gruppi e associazioni, diventando tra l’altro presidente dell’Associazione Italia-Urss, presidente dell’Associazione per perseguitati politici antifascisti e presidente del circolo Turati di Torino. Nel direttivo nazionale dell'ANPI dalla fondazione (1945), aderente alla CGIL dalla ricostruzione, ha militato nel Movimento federalista europeo, ha fatto parte del direttivo della Lega Italiana per il Divorzio (LID) e della Lega italiana per l’abolizione del concordato (LIAC) ed è stato iscritto al Partito Radicale, pur conservando la tessera del PSI.
È stato libero docente in chimica-fisica, professore incaricato presso l’Università di Torino, direttore di un laboratorio della Montecatini. Sposato con la psicoanalista Franca Sciolla, ha avuto due figli, Sandro e Anna.

## Curiosità
Alla seduta della Camera del 29 settembre 1964, Mussa Ivaldi presentò una interrogazione al Ministero della Difesa «per sapere se non ritenga opportuno dare disposizioni affinché durante la cerimonia inaugurale della stele commemorativa (costruita dall'architetto Amedeo Albertini) del Maresciallo Pietro Badoglio (cerimonia che è prevista per domenica 27 settembre 1964 a Grazzano) venga cantata in coro la canzone La Badoglieide (composta da volontari della liberà delle formazioni “GL” del Piemonte e divenuta rapidamente ed estesamente popolare in tutte le formazioni del CVL)».
Poliglotta, Carlo Mussa Ivaldi amava tradurre poesie da varie lingue. Una silloge di queste traduzioni (dal greco, latino, francese, spagnolo, inglese, tedesco, russo, bulgaro e cinese) è stata pubblicata, con l'incoraggiamento di Eugenio Montale, nel suo libro La buona avventura, Torino, L’Arzanà, 1988.
Nel suo Diario partigiano, Ada Gobetti lo ricorda con queste parole: «Sa l'inglese, il che è indispensabile, sa il russo, il che potrà essergli utile, ha coraggio fisico, doti di organizzazione e di comando».

## Pubblicazioni
- Carlo Mussa Ivaldi, I commissari politici, in AA.VV., 25 aprile. La Resistenza in Piemonte, Torino, Orma, 1946.
- Carlo Mussa Ivaldi, La buona avventura, Torino, L’Arzanà, 1988.
- Carlo Mussa Ivaldi, Problemi della sinistra, Torino, Club Turati, 1989.